# سو (قبیله سرخ‌پوست)

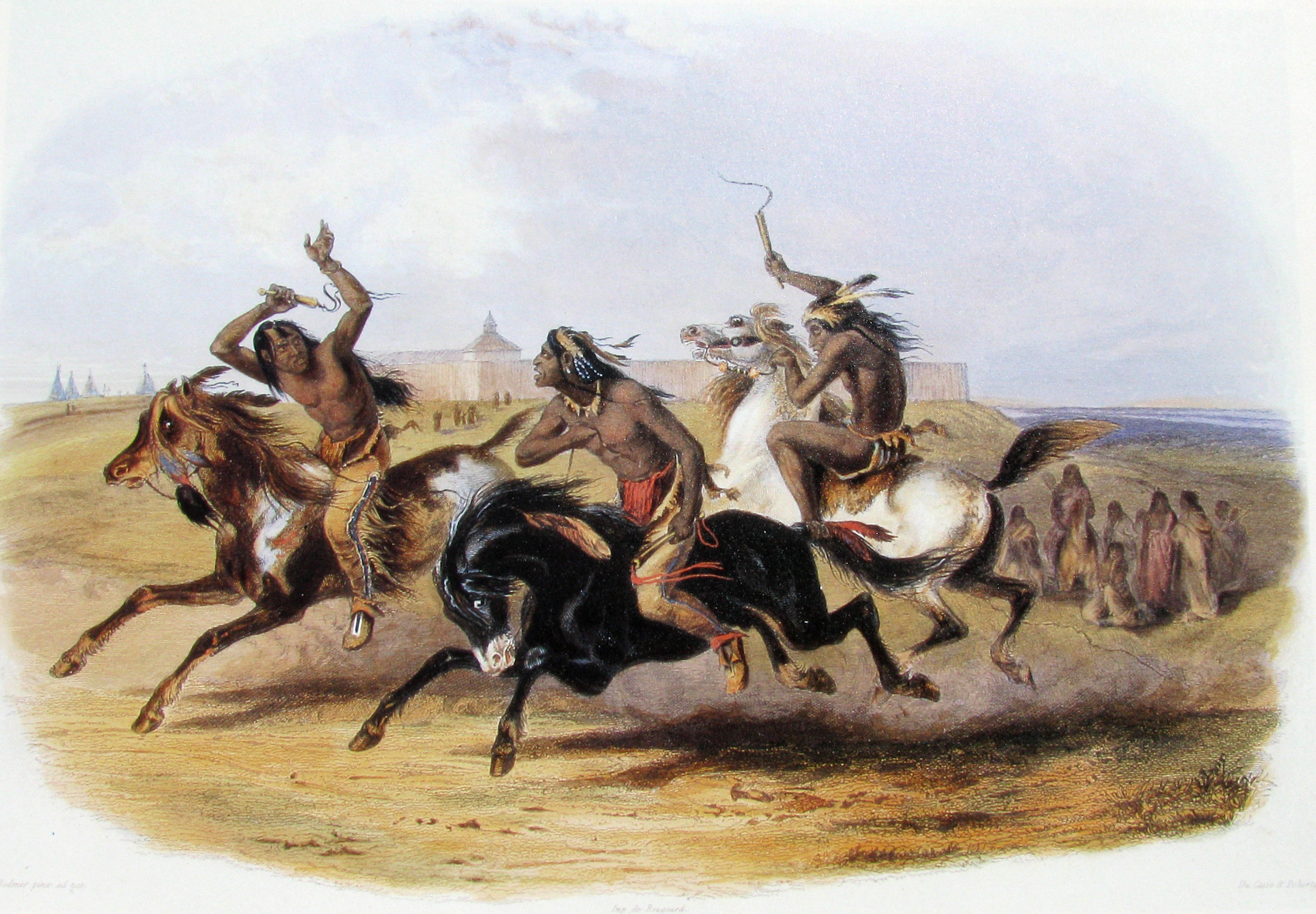
سرخ‌پوستان سو در حال مسابقهٔ اسب‌دوانی، نقاشی آبرنگ مربوط به پیرامون ۱۸۳۶

سو (به انگلیسی: Sioux) نام دسته‌ای از سرخ‌پوستان در آمریکای شمالی است. کلمه سو می‌تواند همزمان برای زبان سو متداول قبیله و همچنین اشاره به خود قبیله بکار رود. سوها برپایه گویش و تفاوت خرده فرهنگ‌هایشان به سه زیرشاخهٔ اصلی بخش می‌شوند: تتون یا لاکوتا، ایسانگاتی، و ایهانکتونگوانگ.
امروزه سرخ‌پوستان سو در داکوتای شمالی و داکوتای جنوبی، مونتانا، مینه‌سوتا، نبراسکا، مانیتوبا و جنوب ساسکاچوان در کانادا پراکنده‌اند.

## زبان و آیین
در میان سرخ‌پوستان زبان سو با گویش‌های چندگانه‌اش رواج دارد. دیگر زبان‌های کاربردی میان آنان انگلیسی و فرانسوی است. دین مردمان سو مسیحیت و آیین مایدویوین می‌باشد.

## تاریخچه

### اولین ارتباطات با اروپاییان
مردمان سو تا سدهٔ هفدهم در داکوتا و سرچشمه‌های رود میسیسیپی ساکن بودند. در پایان این سده سوها با شکارچیان خز فرانسوی -که برای تجارت این محصول با انگلیسی‌ها در رقابت بودند- همپیمان گشتند.

### تجارت با فرانسویان
اولین تجارت ثبت شده بین فرانسویان و مردمان سو هنگامی آغاز شد که رادیسون و گروزیلرز فرانسوی در زمستان ۱۶۵۹ و ۶۰ به مکان کنونی ویسکانسین رسیدند. سال‌ها بعد گروهی از تجار و میسیونرهای فرانسوی در اوایل ۱۷۰۰ با قبیله داکوتا زمستان را به سر کردند. در ۱۷۳۶ گروهی از سوها جین باتیست د لا ورنریر فرانسوی و گروه همراه او را قتل‌عام کردند. با این حال تجارت با فرانسوی‌ها تا زمانی که فرانسه در سال ۱۷۶۳ از قسمت شمال آمریکا دست برداشت ادامه یافت.

### روابط با پاونی‌ها
سوها همواره با قبیله پاونیها روابط خصمانه‌ای داشتند. نبرد بین آنها محدود به نبرد جنگجویان نبود و حملات هر دو طرف در برگیرنده کل مردمان قبیله مقابل بود. نبرد و کشتار ۵ اوت ۱۸۷۳ آخرین برد بین دو قبیله بود که پس از آن پاونی‌ها به ایالت‌های جنوبی تر مهاجرت نمودند.

### جنگ ۱۸۶۲ داکوتا
در پی برداشت ناموفق کشاورزی در طی تابستان قحطی و گرسنگی به منطقه روی آورد و دولت فدرال نیز در پرداخت کمک دیر کرد. کسبه سفیدپوست محلی نیز از فروش اعتباری به قبایل خودداری نمودند. از یکی از کسبه نقل است که «اگر آن‌ها گرسنه‌اند می‌توانند یونجه بخورند». سرخ پوستان به شدت برآشفته شده و سر به شورش علیه دولت ایالات متحده و اتباعش نهادند. در ۱۸۶۲ آنها یک کشاورز آمریکایی را با همهٔ خانواده‌اش کشتند و پس از آن به ایستگاه‌های پستی تاختند و با مشاهده شکست نیروهای داوطلب سفیدپوست به شورش‌ها و حمله به سفید پوستان در طول رودخانه مینه سوتا ادامه دادند.

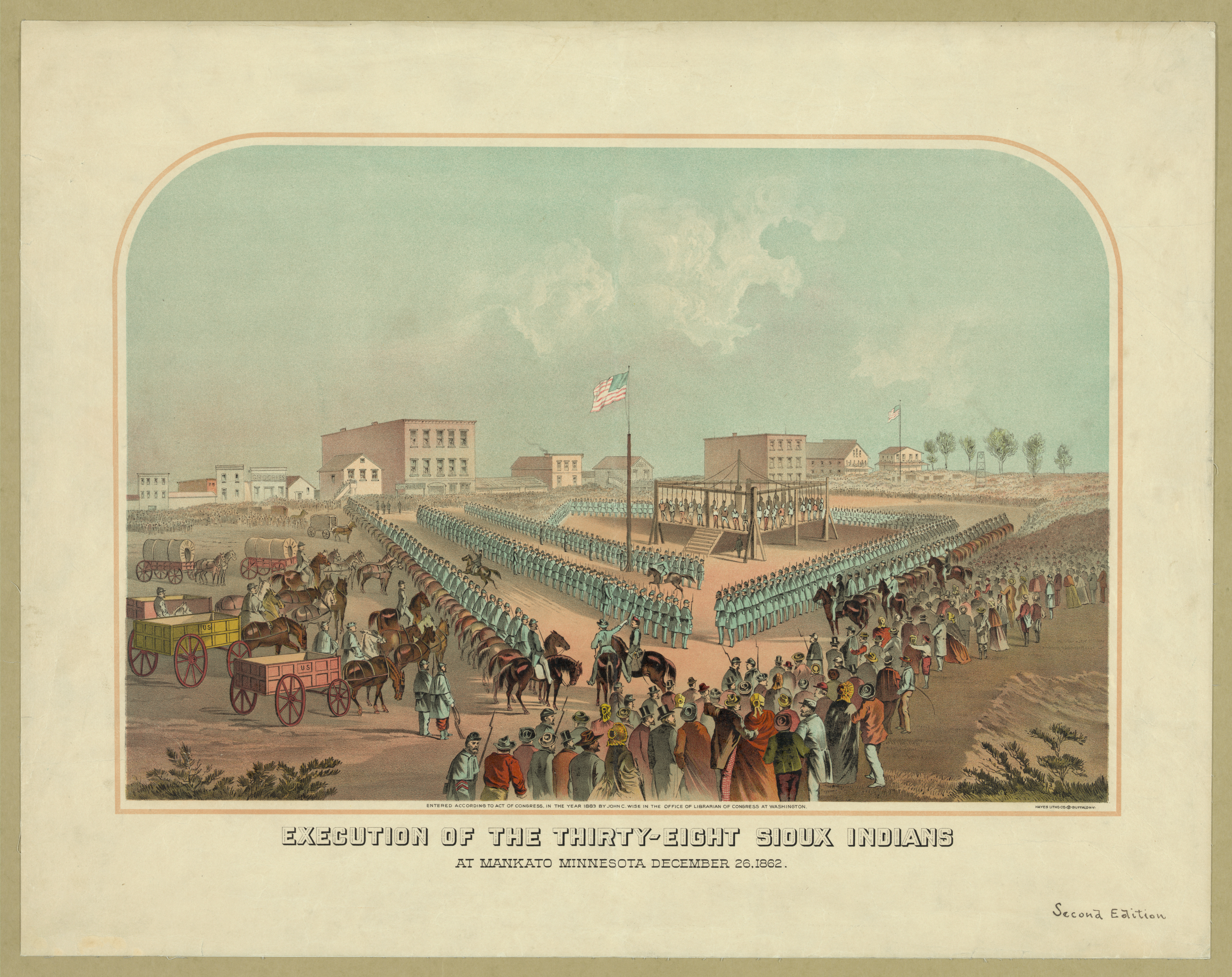
نقاشی مربوط به صحنه اعدام دسته جمعی محکوم شدگان سو.

در پنجم نوامبر همان سال دادگاهی نظامی ۳۰۳ سو از تیرهٔ سانتی را به گناه تجاوز به عنف و قتل ساکنان سفیدپوست به اعدام با طناب دار محکوم کرد. در این دادگاه هیچ وکیل و شاهدی حضور نداشت و بسیاری از متهمان در کمتر از پنج دقیقه حکم خود را دریافت نمودند. احکام اعدام برای تأیید توسط رئیس‌جمهور به واشینگتن دی سی فرستاده شدند. رئیس‌جمهور آبراهام لینکلن احکام ۲۸۴ نفر از متهمان را تبدیل کرد و تنها حکم اعدام ۳۸ تن از آنان را پذیرفت. حکم اعدام در ۲۶ دسامبر همان سال به‌طور دسته‌جمعی در منکیتو، مینه‌سوتا به اجرا درآمد. این مجازات همچنان بزرگ‌ترین اعدام گروهی در تاریخ آمریکا می‌باشد. از مرگ‌رستگان به فرمان لینکلن هم به زندانی در آیووا فرستاده‌شدند که بیش از نیمی از آنها جان خود را از دست دادند. در سال‌های بعد به مدت چهار سال دولت ایالات متحده مقرری سالیانه سرخ پوستان را به خانواده بازماندگان قربانیان سفیدپوست پرداخت کرد.
پس از شورش بسیاری از سانتی‌ها از مینه سوتا به کانادا و داکوتای غربی مهاجرت نمودند، برخی نیز در داخل دره رود جیمز سکنی گزیدند. تعدادی از سرخپوستان نیز به یانکتونای و لاکوتا ملحق شدند تا به مبارزه علیه دولت ادامه دهند.

### جنگ ابر قرمز
این جنگ به سلسله جنگ‌های بین سرخ پوستان لاکوتا در سرحدات وایوکینگ و مونتانا در بین سالهای ۱۸۶۶ تا ۱۸۶۸ گفته می‌شود. سرخ پوستان با این نبرد قصد تسلط و کنترل بخش پاودر ریور در شمال مرکزی وایومینگ را داشتند. ابر قرمز بر گرفته از نام یکی از فرماندهان لاکوتا در این جنگ است. با پیروزی سرخ پوستان سو و امضا پیمان نامه آن‌ها توانستند به صورت مقطعی کنترل بخش پاودر ریور را در دست بگیرند.

### جنگ بزرگ سوها ۱۸۷۶–۱۸۷۷
این جنگ‌ها از حمله‌های سرخ پوستان لاکوتا و قبایل همپیمان آن‌ها نظیر شاین به نیروهای نظامی ایالات متحده تشکیل شده‌است. محل درگیری‌ها در سرحدات وایومینگ، داکوتا، و مونتانا بود و سرانجام این جنگ‌ها با پیروزی نیروهای نظامی ایالات متحده پایان یافت.
از نکات برجسته این درگیری‌ها کشته شدن ژنرال جرج آرمسترانگ کاستر بود. در ۱۸۷۵ ژنرال جرج آرمسترانگ کاستر برای سرکوب شورش سرخ‌پوستان سو به مونتانا گسیل شد. وی به همراه ۲۸۵ سرباز و چندین توپ به دام نیروهای گاو نشسته از رهبران سرخ‌پوست افتاد و در ۲۵ ژوئن ۱۸۷۶ در نبرد لیتل بیگ هورن خود و همهٔ نیروهایش کشته شدند.

### کشتار ووندد نی

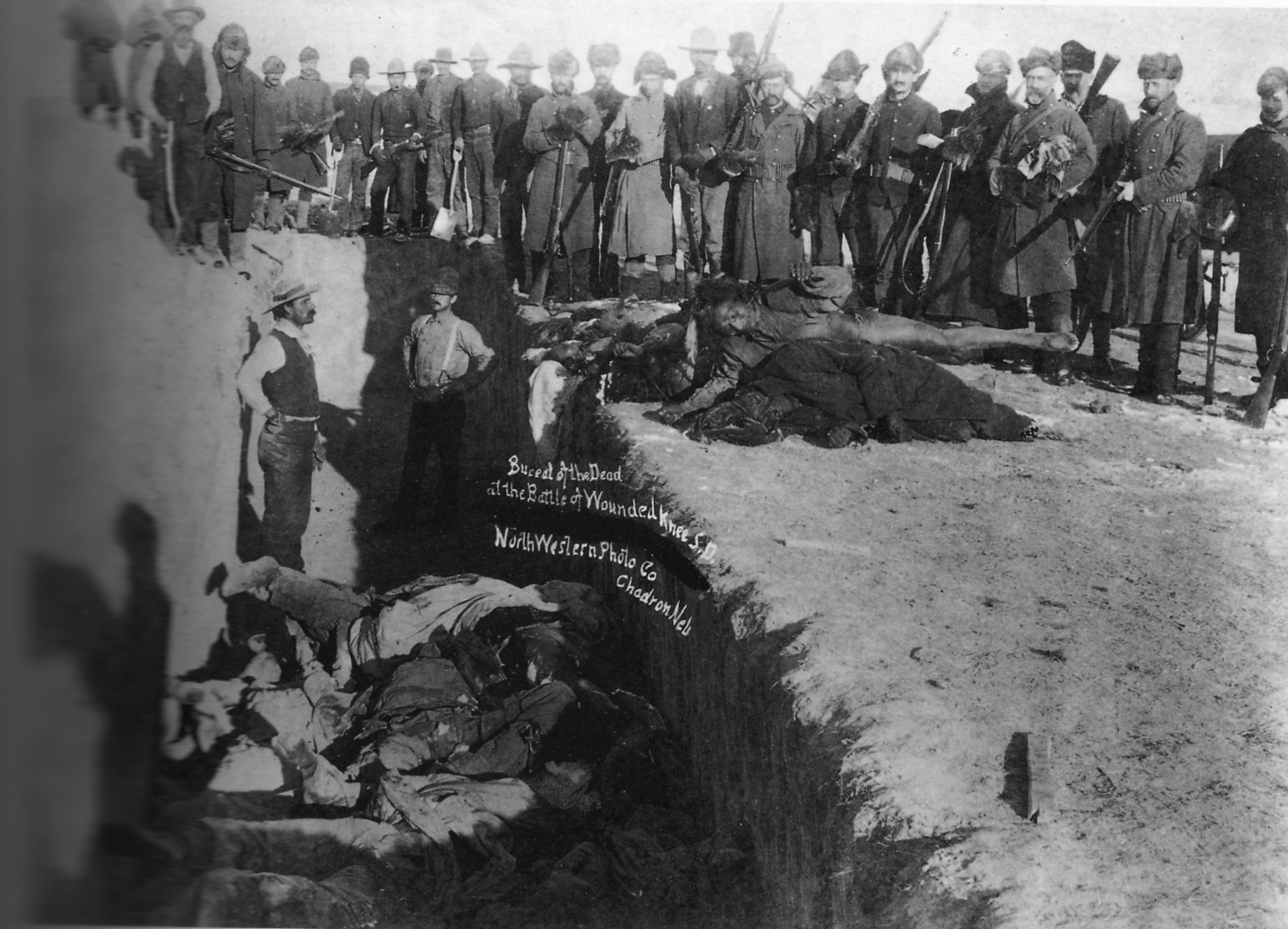
قبر دسته جمعی برای کشته شدگان وندد نی.

کشتار وندد نی آخرین درگیری مهم بین نیروهای نظامی ایالات متحده با قبیله لاکوتا می‌باشد. در ۲۹ دسامبر ۱۸۹۰ یگان هفتم سواره‌نظام ایالات متحده آمریکا مأموریت یافتند تا افراد قبیله لاکوتا را برای انتقال به ایستگاه راه‌آهن اسکورت نمایند. هنگامی که در کنار رود وندد نی در داکوتای جنوبی قصد خلع سلاح این قبیله را داشتند به‌طور اتفاقی شلیکی صورت گرفت. نیروهای یگان هفتم که کل قبیله را در محاصره خود داشتند به اردوی سرخ‌پوستان سو تاختند. در این هجوم بیش از ۱۵۰ تن از جمله رئیس قبیله و شماری از مردان، زنان و کودکان نیز کشته‌شدند. از سربازان ایالات متحده هم ۲۵ تن کشته‌شدند که گفته می‌شود اغلب با شلیک اشتباه خودی نیروهای نظامی ایالات متحده کشته شده‌اند. این درگیری واپسین درگیری بزرگ میان نیروهای ایالات متحده و سرخ‌پوستان لاکوتا بود. حداقل بیست نفر از سربازان ایالات متحده که در این کشتار شرکت داشتند از سوی دولت ایالات متحده مدال افتخار دریافت نمودند که این عمل بعدها با اعتراض مجلس سوها مواجه شد.

## نگارخانه

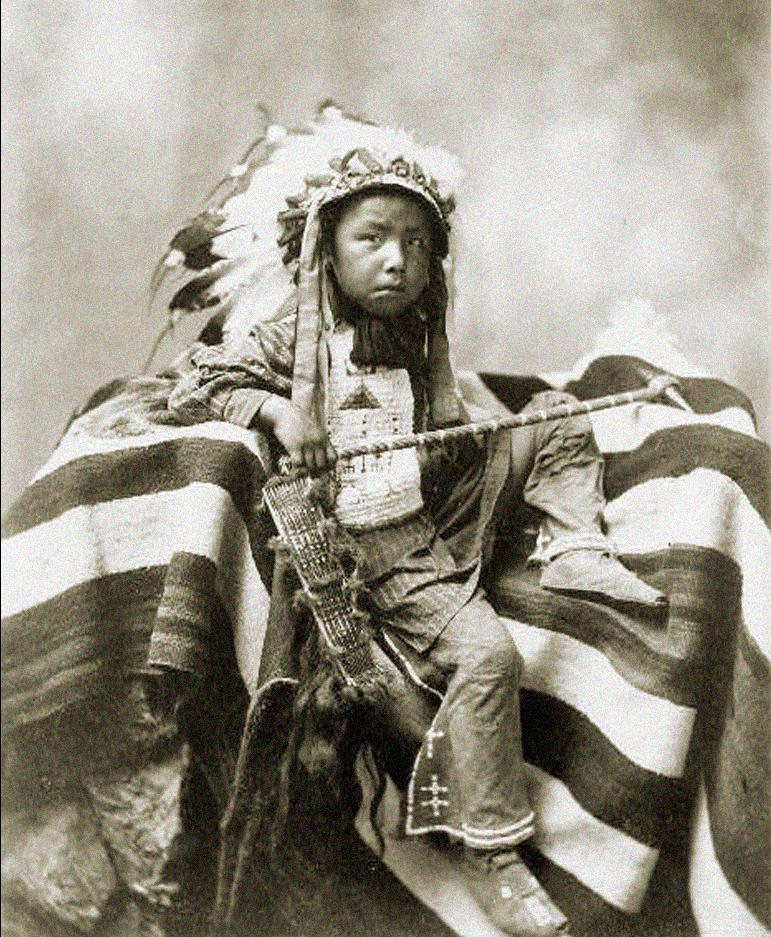
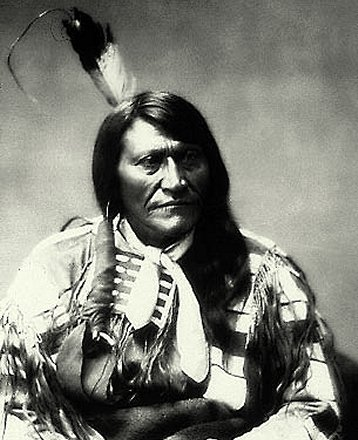
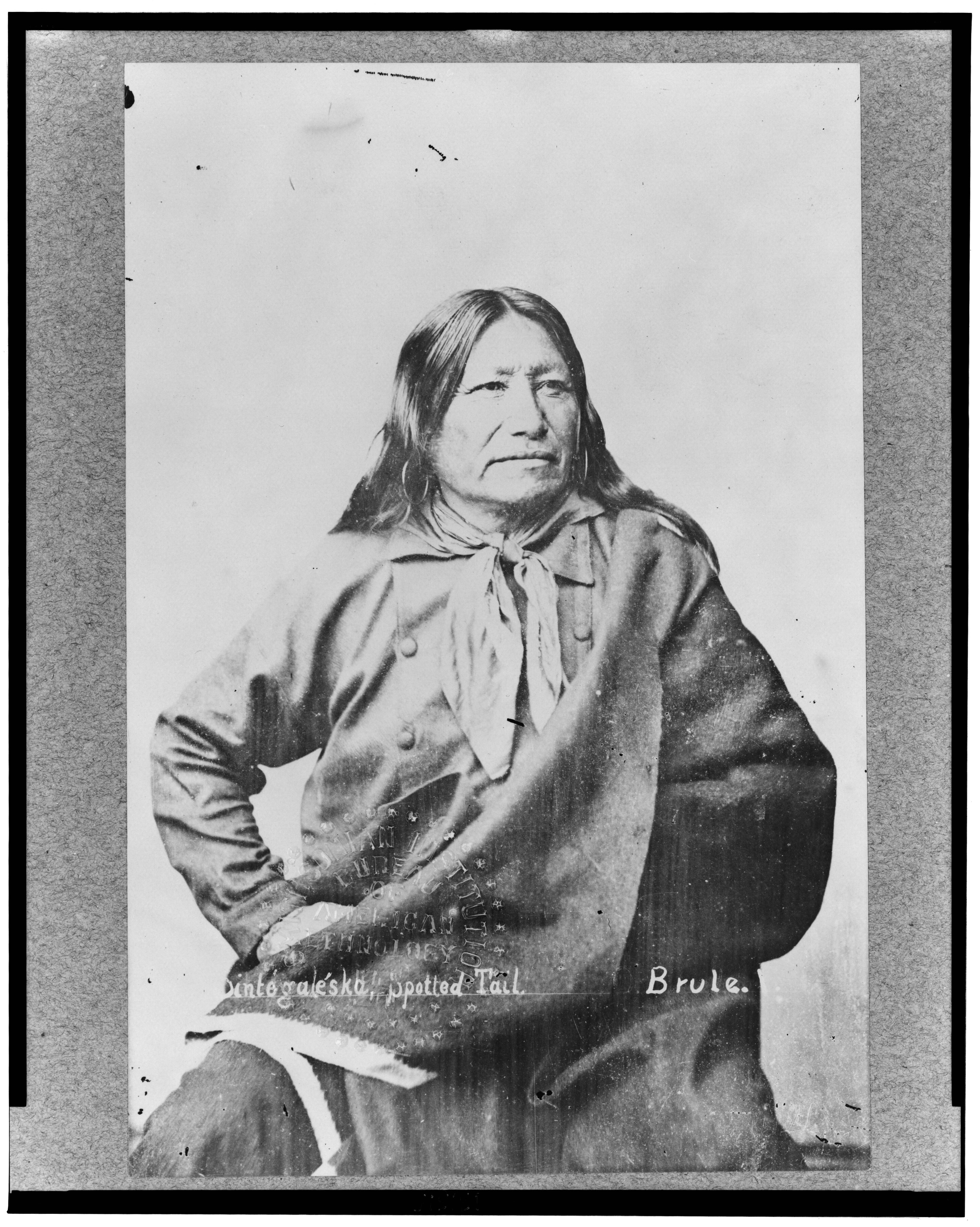
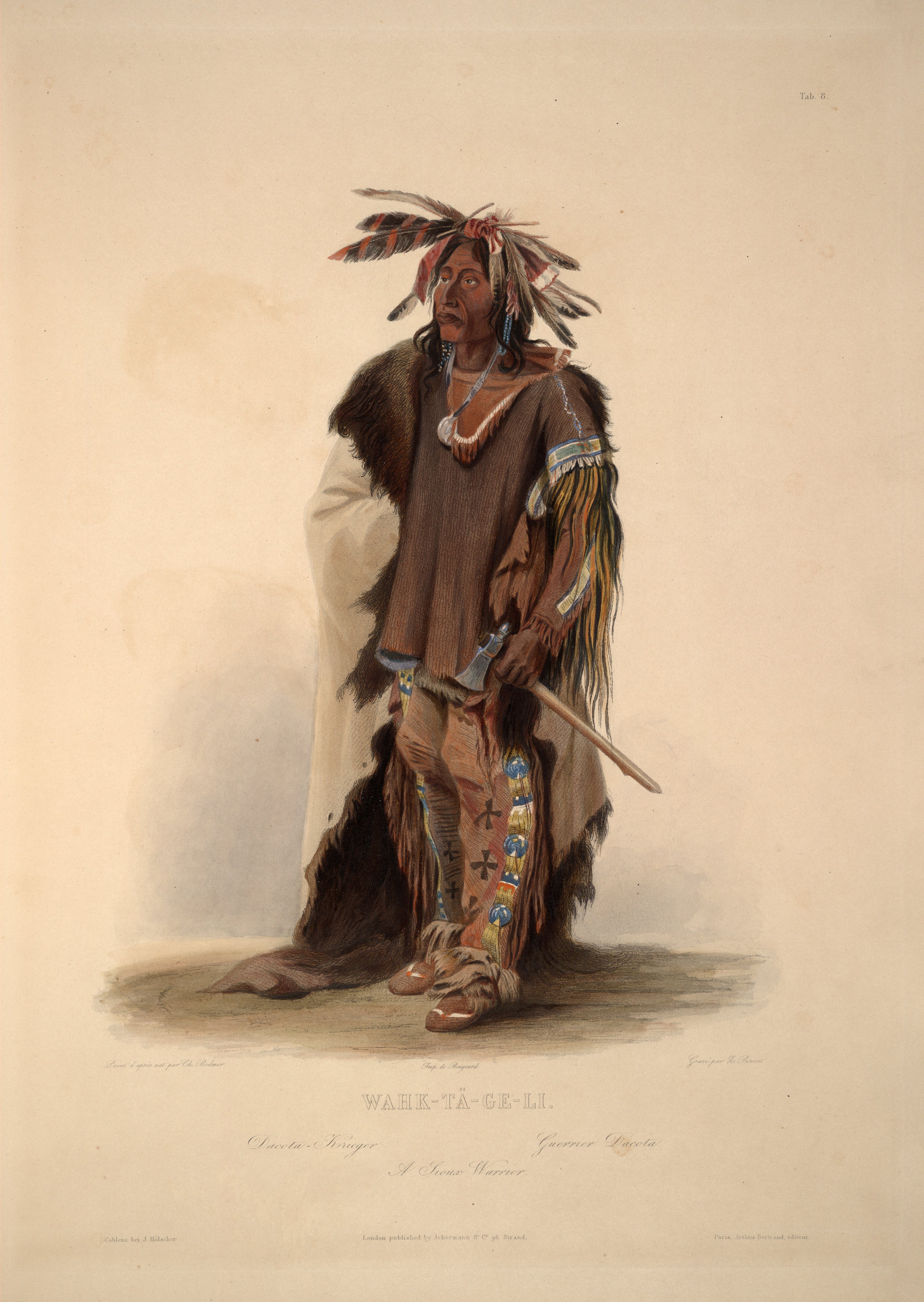
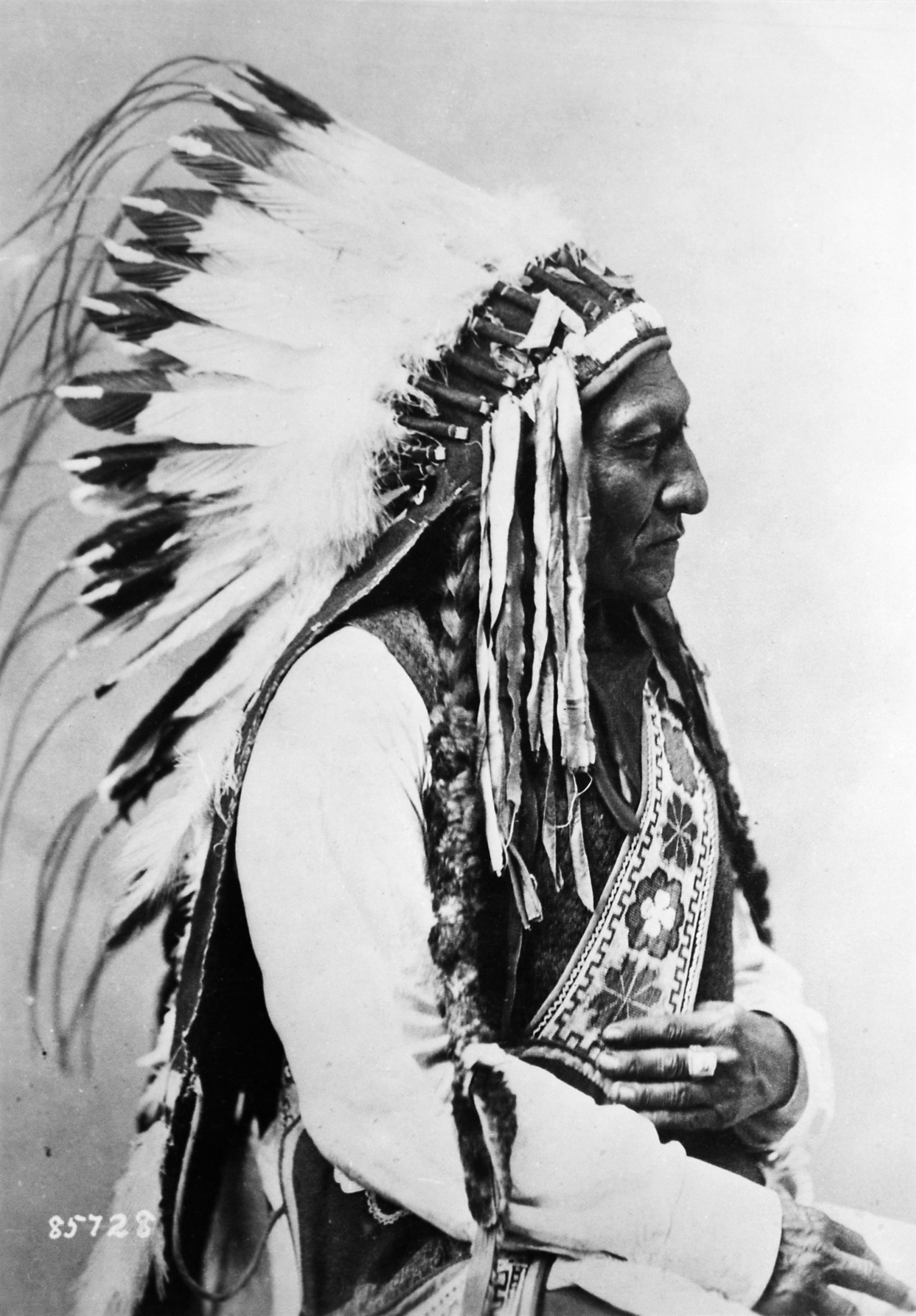